# Suttungr (astronomia)
Suttungr, o Saturno XXIII, è un satellite naturale di Saturno.

## Scoperta
È stato scoperto nel 2000, da un team di astronomi guidato da Brett Gladman. Al momento della scoperta ha ricevuto la designazione provvisoria S/2003 S 12.

## Denominazione
Nell'agosto 2000, l'Unione Astronomica Internazionale (IAU) gli ha assegnato la denominazione ufficiale che fa riferimento allo jötunn (gigante) Suttungr dalla mitologia norrena, che era venuto in possesso dell'idromele della poesia. Inizialmente il nome era stato annunciato nella forma obliqua Suttung nella circolare IAU 8177. Il 21 gennaio 2005, il Working Group on Planetary System Nomenclature della IAU decise di aggiungere il suffisso -r alla forma base Suttung.

## Parametri orbitali
Suttungr ha un diametro di 7 km e orbita attorno a Saturno in 1016,7 giorni, ad una distanza media di 19,459 milioni di km, in moto retrogrado con un'inclinazione di 174° rispetto all'eclittica (151° rispetto al piano equatoriale di Saturno), con un'eccentricità di 0,114. Il suo periodo di rotazione è di 7,67±0,02 e come Albiorix la sua curva di luce mostra due minimi a certe angolazioni e tre minimi sotto altre angolazioni

## Caratteristiche fisiche
Suttungr potrebbe essersi formato dai detriti di Febe. Ha un colore grigio e un'orbita simile a Thrymr, per cui i due satelliti potrebbero appartenere alla stessa famiglia.